# Lycaena hypoxanthe
Lycaena hypoxanthe är en fjärilsart som beskrevs av Kirby 1862. Lycaena hypoxanthe ingår i släktet Lycaena och familjen juvelvingar. Inga underarter finns listade i Catalogue of Life.